# Rue du Petit-Pont
Pour les articles homonymes, voir Rue du Pont.
La rue du Petit-Pont est une voie située dans le quartier de la Sorbonne dans le 5e arrondissement de Paris. 
Elle est fréquemment confondue avec la rue Saint-Jacques qu'elle précède lorsqu'on vient des berges de la Seine.  

## Situation et accès
La rue du Petit-Pont est la portion de voie d'une centaine de mètres située entre le Petit-Pont (qui franchit le bras de Seine au sud de l'île de la Cité au niveau du parvis Notre-Dame) et le commencement nord de la rue Saint-Jacques, selon un même axe nord-nord-est - sud-sud-ouest.
Du nord au sud, elle débute au niveau du quai de Montebello et s'achève au niveau de la rue Saint-Séverin et de la rue Galande, qu'elle croise.
Elle est desservie par la ligne 4 à la station Saint-Michel.

## Origine du nom
Cette voie doit son nom à sa situation à la proximité du débouché méridional du Petit-Pont.

## Historique
La rue du Petit-Pont, appelée « rue Neuve » en 1230, est l'une des plus anciennes voies de Paris. Elle constituait dès l'époque gallo-romaine l'amorce des voies romaines de Lutèce à Cenabum (Orléans) et de Lutèce à Lugdunum (Lyon), dont les sections les plus proches de la Cité étaient respectivement les voies actuellement nommées rue Saint Jacques (ancien cardo) et rue Galande. Elle était le passage obligé pour atteindre le Petit-Pont, seul pont menant à l'île de la Cité par le sud, du temps de Lutèce.
Elle est citée sous le nom de « rue du Petit Pont », dans un manuscrit de 1636.
Lorsque le débouché du Petit Pont sur la rive gauche était défendu par le Petit Châtelet (du IXe siècle à 1782), la rue traversait un passage voûté, étroit et assez obscur, percé à la base de cette petite forteresse. Du temps de Louis XI[Quoi ?], les droits d'entrée des marchandises qui arrivaient dans la Cité y étaient perçus. La décision prise en 1742 de démolir le Petit Châtelet qui servit alors de prison resta sans effet. À la suite de l'ordonnance de Louis XVI du 30 août 1780, le démantèlement fut entrepris en 1782. Louis-Sébastien Mercier qui passa sur les débris fut scandalisé par l'aspect des cachots souterrains entrouverts et écrivit dans son Tableau de Paris : « Est-ce donc dans un pareil lieu, au fond de la terre, dans un trou à mettre les morts, qu'on a logé des hommes vivants ? » C'est sur une partie de cet emplacement que fut créée l'actuelle place du Petit-Pont (initialement « place Gloriette »).  
La rue fut élargie en 1907 par application d'un décret d'alignement de 1855 ce qui entraîna la destruction des maisons du côté pair et leur remplacement par des immeubles de type haussmannien. Les maisons côté impair ont été préservées sauf les deux dernières (nos 17 et 19),.
Entre le 19 et le 25 août 1944, lors de la libération de Paris, la rue du Petit-Pont, à l'angle de la rue de la Huchette, fut un lieu d'intenses combats au site dit du fortin de la Huchette, où se rassemblèrent des insurgés parisiens.

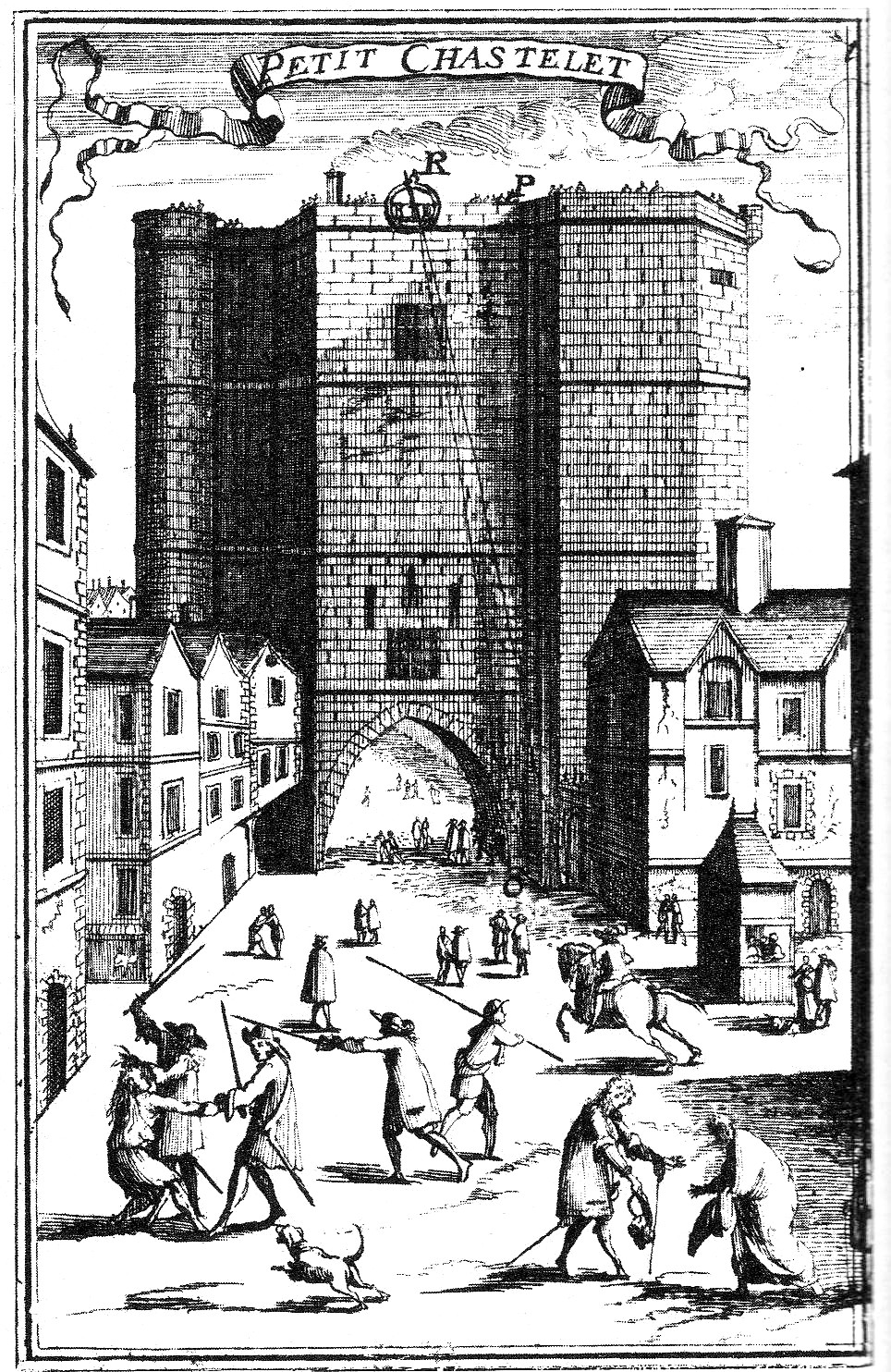
Passage de la rue du Petit-Pont sous le Petit Châtelet, en direction du Petit-Pont, gravure du XVIIe siècle.
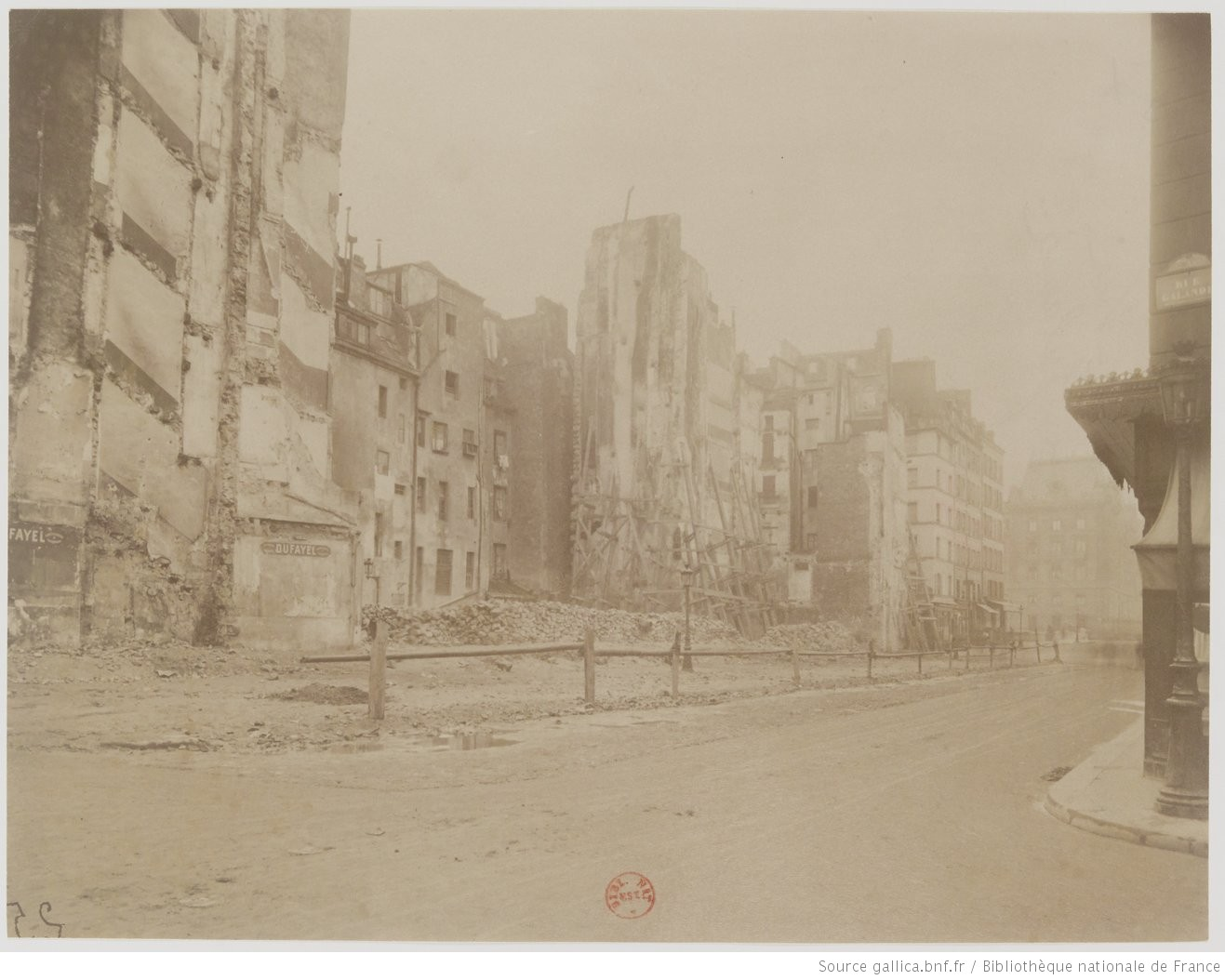
Eugène Atget, Rue du Petit Pont (1908). Démolition du côté pair, photographie prise à l'angle de la rue Galande en direction du Petit-Pont.

## Bâtiments remarquables et lieux de mémoire
- La rue donne sur la place du Petit-Pont et le Petit-Pont lui-même.
- L'église Saint-Séverin et le square André-Lefèvre.